# Rio Danto
O Rio Danto ou Río Danto é um rio cuja foz sai no lado ocidental de La Ceiba, Honduras .